# Davide Bais
Davide Bais (Rovereto, 2 de abril de 1998) es un ciclista profesional italiano, miembro del equipo Team Polti VisitMalta.

## Biografía
Comenzó a andar en bicicleta en la Società Ciclistica Mori, junto con su hermano Mattia.

## Palmarés
2023
- 1 etapa del Giro de Italia

## Resultados en Grandes Vueltas
| Carrera | Carrera         | 2019 | 2020 | 2021 | 2022  | 2023 | 2024 | 2025 |
| ------- | --------------- | ---- | ---- | ---- | ----- | ---- | ---- | ---- |
|         | Giro de Italia  | —    | —    | —    | 125.º | 81.º | 76.º | 97.º |
|         | Tour de Francia | —    | —    | —    | —     | —    | —    | —    |
|         | Vuelta a España | —    | —    | —    | —     | —    | —    | —    |

—: no participa
Ab.: abandono

## Equipos
- Friuli (2019-2020)
  - Cycling Team Fiuli (2019)
  - Cycling Team Fiuli ASD (2020)
- Kometa/Polti (2021-)
  - EOLO-KOMETA Cycling Team (2021-2023)
  - Team Polti Kometa (2024)
  - Team Polti VisitMalta (2025-)